# Clive Dunfee

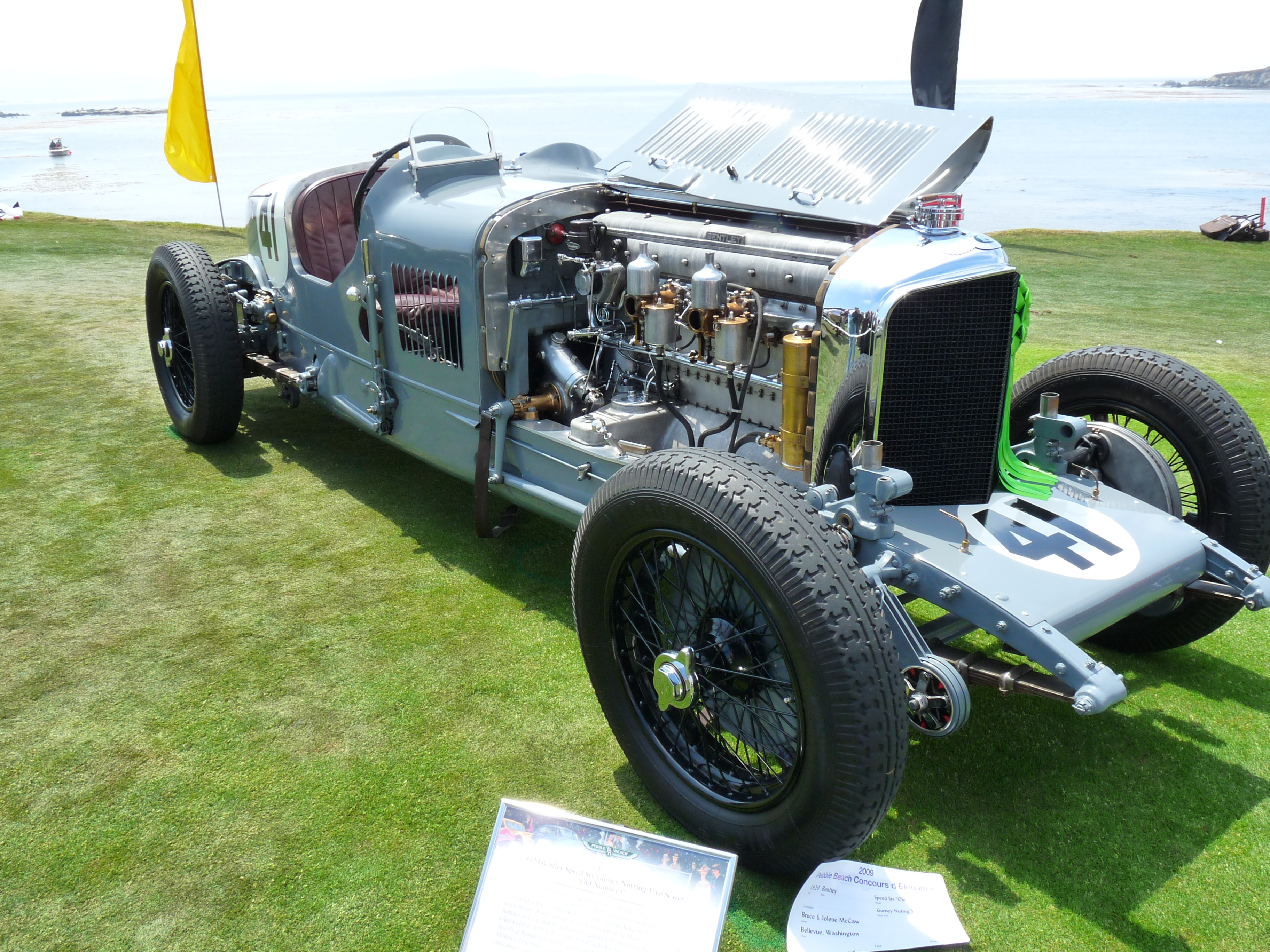
Bentley Speed Six Old Number One; der wiederaufgebaute Unfallwagen von Clive Dunfee in Brooklands 1932

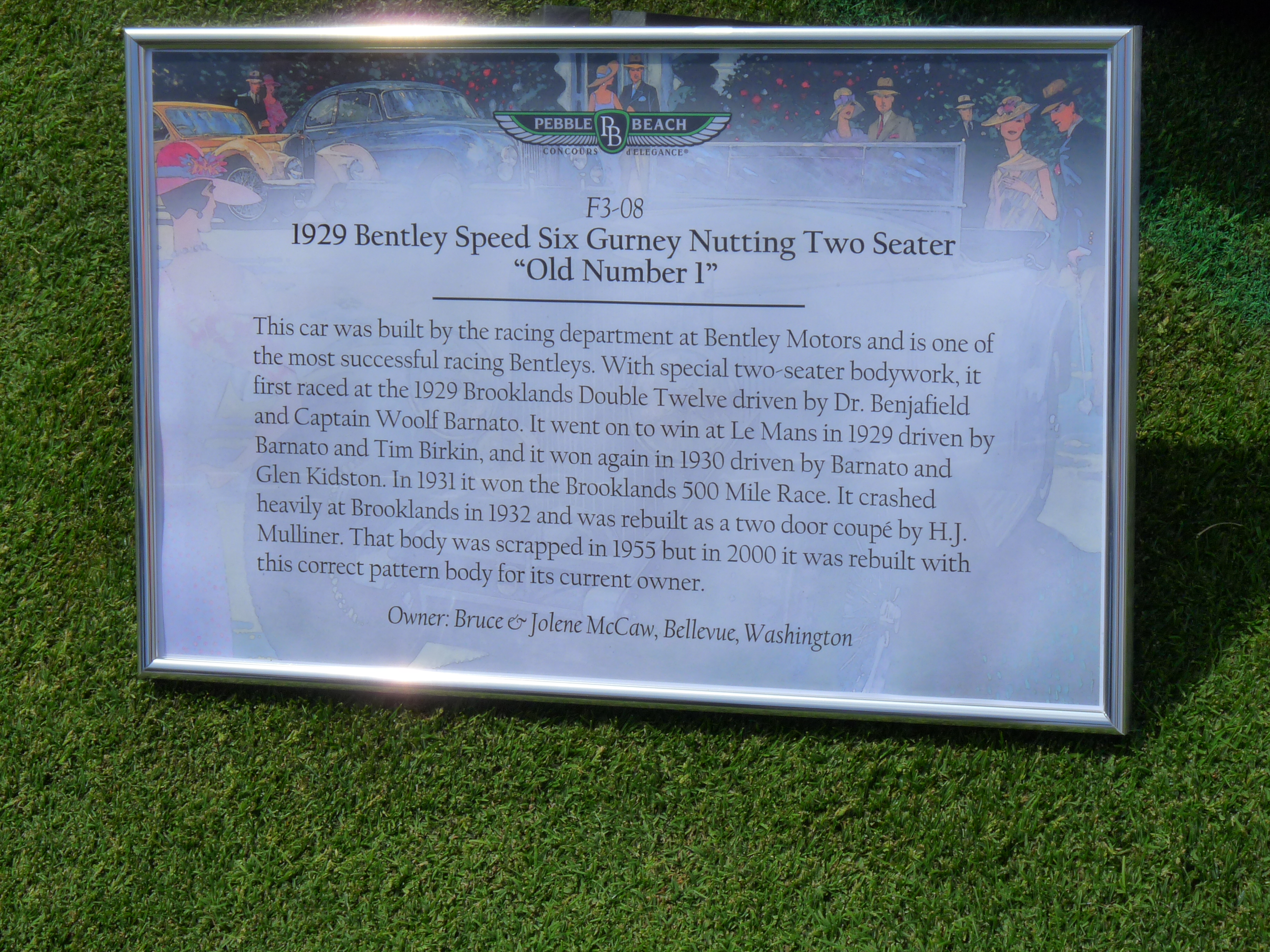
Tafel mit Informationen über Old Number One

Beresford Clive Dunfee (* 18. Juni 1904 in Wandsworth, London; † 24. September 1932 in Brooklands) war ein britischer Börsenmakler und Autorennfahrer.

## Familie
Clive Dunfee war der drittälteste Sohn von Colonel Vickers Dunfee, einem Offizier der Londoner Polizei. Sein älterer Bruder Jack (1901–1975) war wie Clive Autorennfahrer und erreichte 1929 als Partner von Glen Kidston im Bentley Speed Six den zweiten Gesamtrang beim 24-Stunden-Rennen von Le Mans. Sein jüngerer Bruder Geoffrey (1912–1944) war Flieger der Royal Air Force im Zweiten Weltkrieg. Nachdem er von einem Einsatz um August 1944 nicht zurückgekehrt war, wurde er später für tot erklärt. Über den ältesten Bruder Vickers ist nichts bekannt.
Von 1930 bis zu seinem Tod war Clive Dunfee mit der britischen Schauspielerin Jane Baxter verheiratet.

## Karriere als Rennfahrer
Clive Dunfee, im Brotberuf Börsenmakler, war wie sein Bruder Jack in den 1920er-Jahren einer der Bentley Boys. Seine größten Erfolge feierte er auf der Ovalbahn von Brooklands, einer Rennstrecke, auf der er später tödlich verunglückte. 1929 wurde er gemeinsam mit Sammy Davis auf einem Bentley Speed Six Gesamtzweiter beim 500-Meilen-Rennen und 1930 ebenfalls Zweiter beim 2 × 12-Stunden-Rennen. 1931 gewann er gemeinsam mit Cyril Paul auf einem von Woolf Barnato gemeldeten Speed Six das 500-Meilen-Rennen.
1930 ging er beim 24-Stunden-Rennen von Le Mans an den Start. Teamkollege bei Bentley war Stammpartner Sammy Davis. Das Rennen endete durch Unfall vorzeitig.

## Tod in Brooklands
Am 24. September 1932 fuhr er gemeinsam mit seinem Bruder Jack auf dem Bentley Speed Six Old Number One das 500-Meilen-Rennen von Brooklands. Seine Frau Jane verfolgte das Rennen aus der Bentley-Box. Nachdem sein Bruder den ersten Rennteil bestritten hatte, übernahm Clive Dunfee den Bentley an der vierten Stelle liegend. Wenige Minuten nach dem Fahrerwechsel versuchte Dunfee den vor ihm fahrenden Alfa Romeo 8C von Earl Howe in der Steilkurve außen zu überholen. Dabei geriet das rechte Hinterrad des Bentleys über die Begrenzung. Der Wagen überschlug sich an der Streckenkante und stürzte zwischen Bäume auf einen Weg unter der Kurve. Dunfee wurde aus dem Fahrzeug geschleudert und starb an der Unfallstelle. Der schwer beschädigte Bentley wurde in den 1950er-Jahren komplett restauriert und gehört heute einem US-amerikanischen Sammler.

## Statistik

### Le-Mans-Ergebnisse
| Jahr | Team                | Fahrzeug          | Teamkollege | Platzierung | Ausfallgrund |
| ---- | ------------------- | ----------------- | ----------- | ----------- | ------------ |
| 1930 | Bentley Motors Ltd. | Bentley Speed Six | Sammy Davis | Ausfall     | Unfall       |